# Пиццелли
Пиццелли (оригинальное  итальянское написание мн. числа  Пиццелле, итал. Pizzelle) — традиционная разновидность итальянских вафель.

## Описание

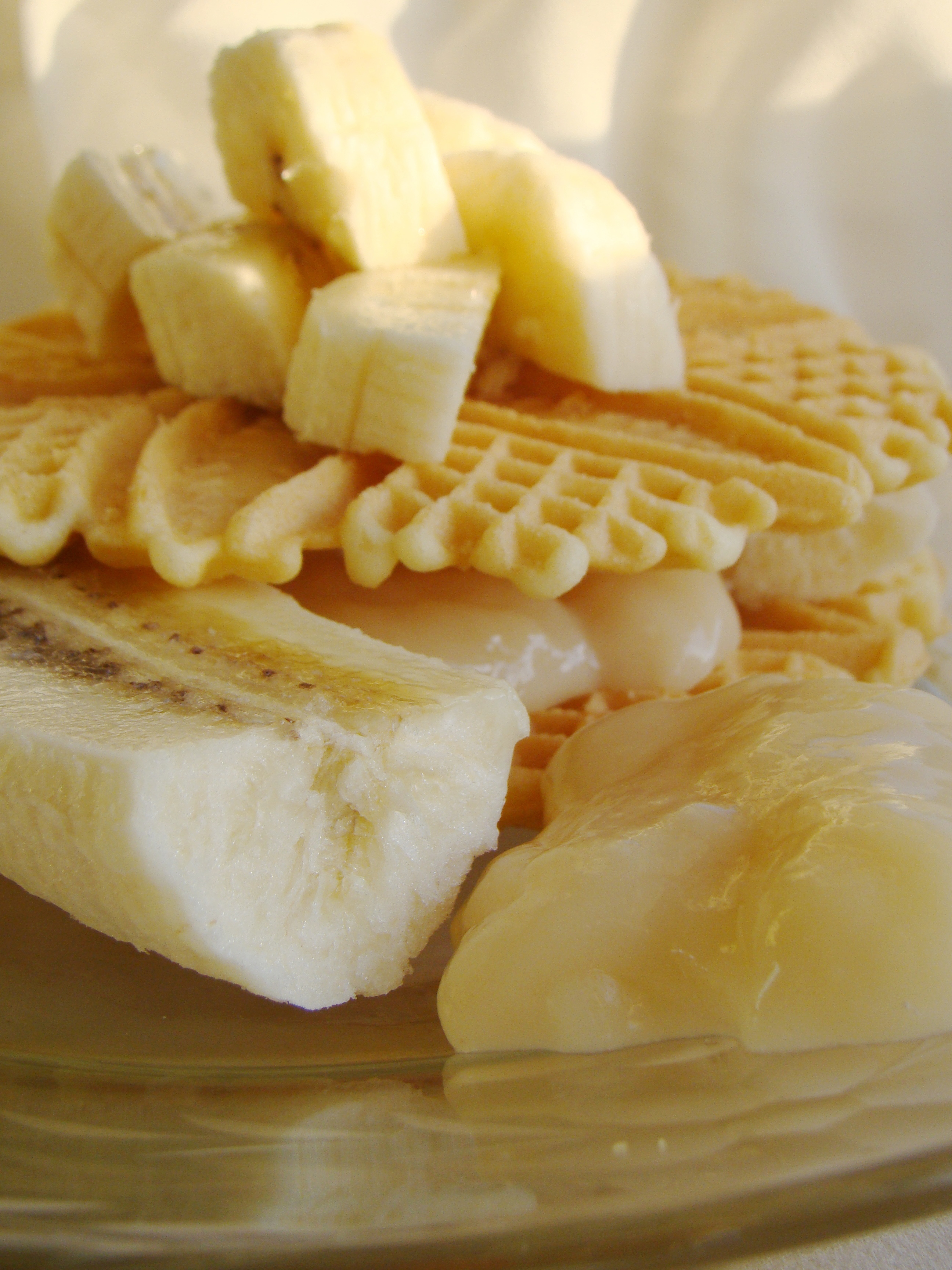
Пиццелли, сервированные, как сэндвич с бананом.

Пиццелли делаются из пшеничной муки, яиц, сахара, сливочного или растительного масла и ароматизируются анисом или анисовой настойкой (реже — лимонной цедрой или ванилью). Пиццелли имеют круглую форму с фигурной ребристой поверхностью. Они могут быть твёрдыми и хрустящими, либо достаточно мягкими, в зависимости от ингредиентов и методов приготовления. 
Название «пиццелли» однокоренное со словом «пицца». На статус родины этих вафель претендует город Ортона в регионе Абруццо (южная Италия). Однако, фактически, это очень старинное блюдо, широко распространённое во многих частях страны. В окрестностях Рима их называют феррателле.
Хотя готовые пиццелли продаются в итальянских магазинах, многие итальянские хозяйки предпочитают готовить их сами, используя специальную  металлическую вафельницу, которую во время приготовления держат за ручку над конфоркой плиты, чтобы блюдо не подгорело. Узор на готовой вафле повторяет узор на внутренних поверхностях вафельницы. В настоящее время, однако, для изготовления пиццелле всё чаще используют электрическую вафельницу.

## Употребление

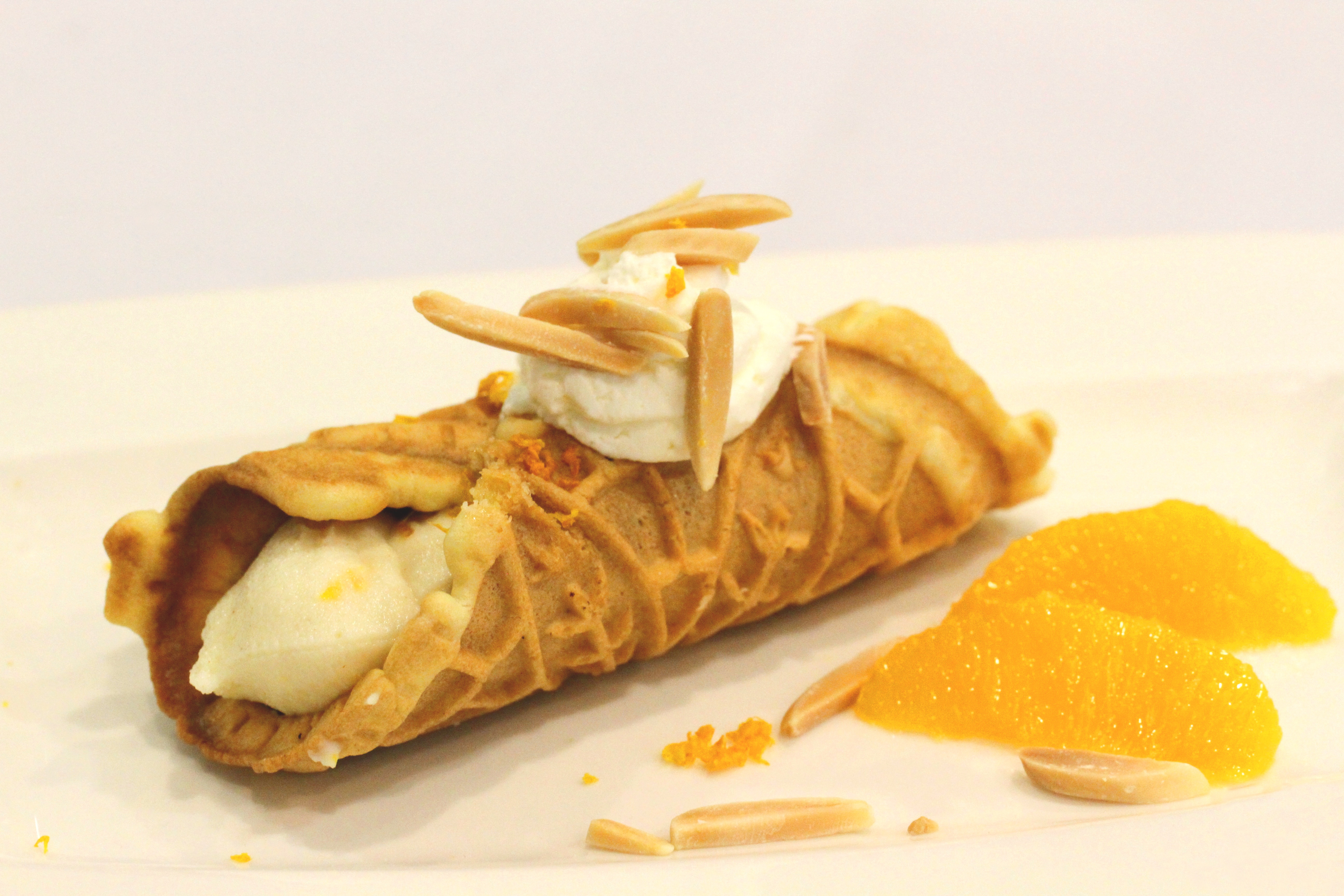
Пиццелли, сервированная, как канноли.

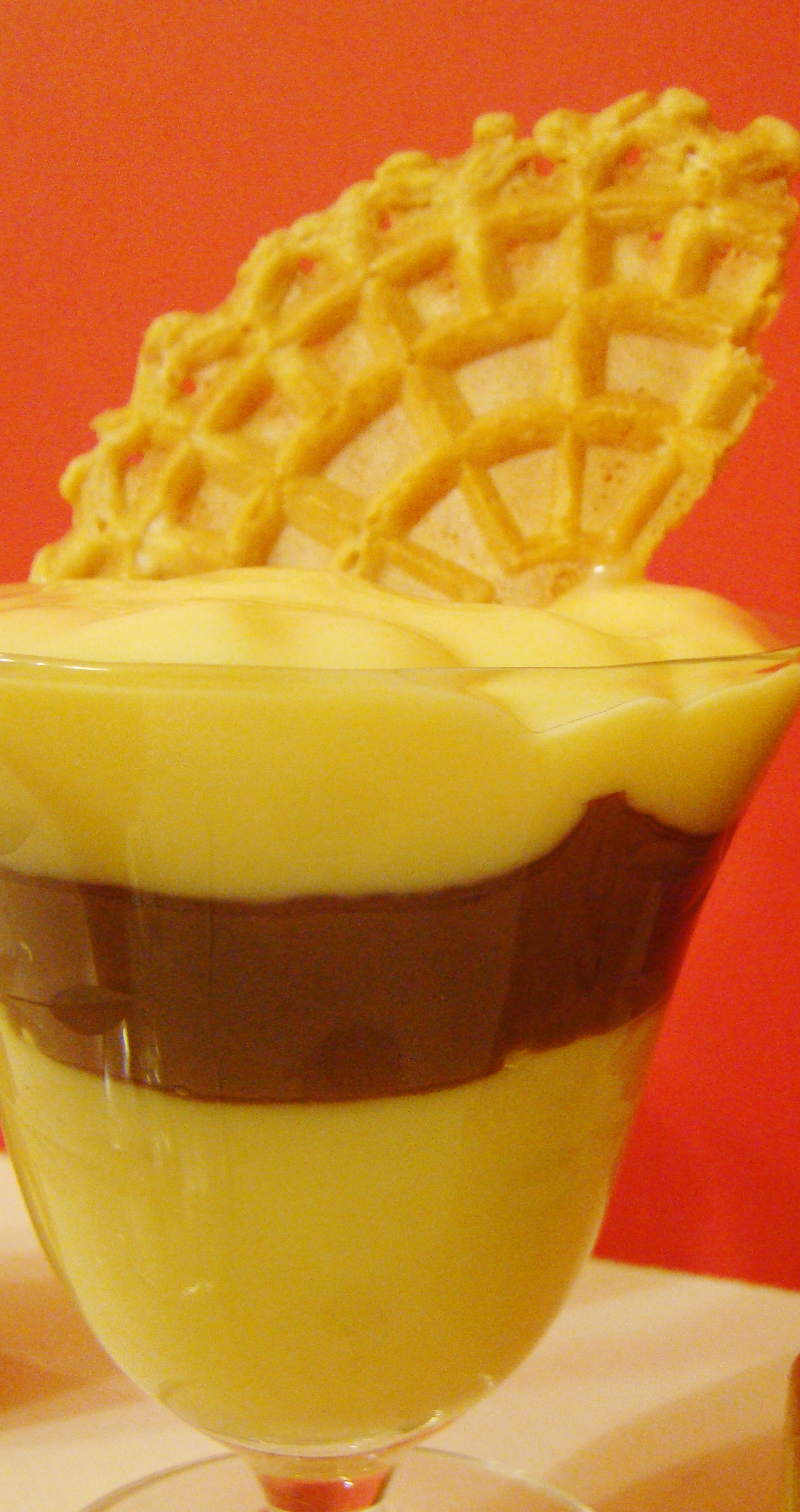
Бокал ванильного крема, украшенный при подаче ломтиком пиццелли.

Пиццелли традиционно были особенно популярными на Рождество и на Пасху, но сейчас в Италии их можно найти в магазинах в течение всего года. Они могут употребляться просто как печенья, но существуют и другие варианты. 
Так, пиццелли может служить основой для пирожного-канноли. Хотя сегодня тесто для канноли отличается от собственно пиццелли, технология их создания очень сходна. В результате, используя пиццелли, можно изготовить десерт по типу канноли, то есть особого рода  вафельную трубочку, заполненную начинкой. 
Кроме того, пиццелли иногда едят как сэндвич, уложив сладкую начинку между двух плоских вафель. Наконец, если не дать пиццелли остыть, её можно согнуть, придав ей форму тарталетки или вафельного рожка, и заполнить начинкой.